# 钱江世纪城

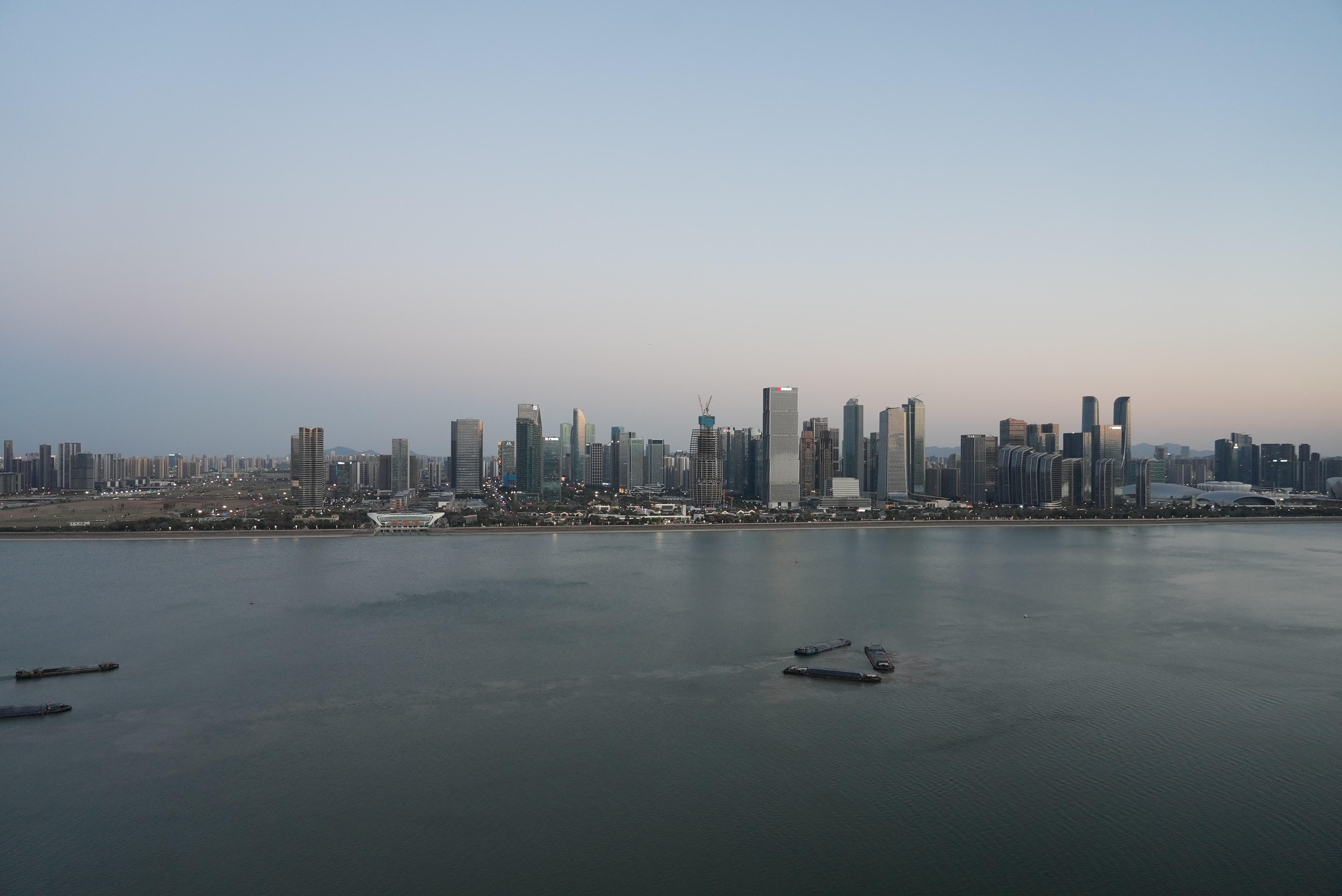
钱江世纪城天际线，2025年1月

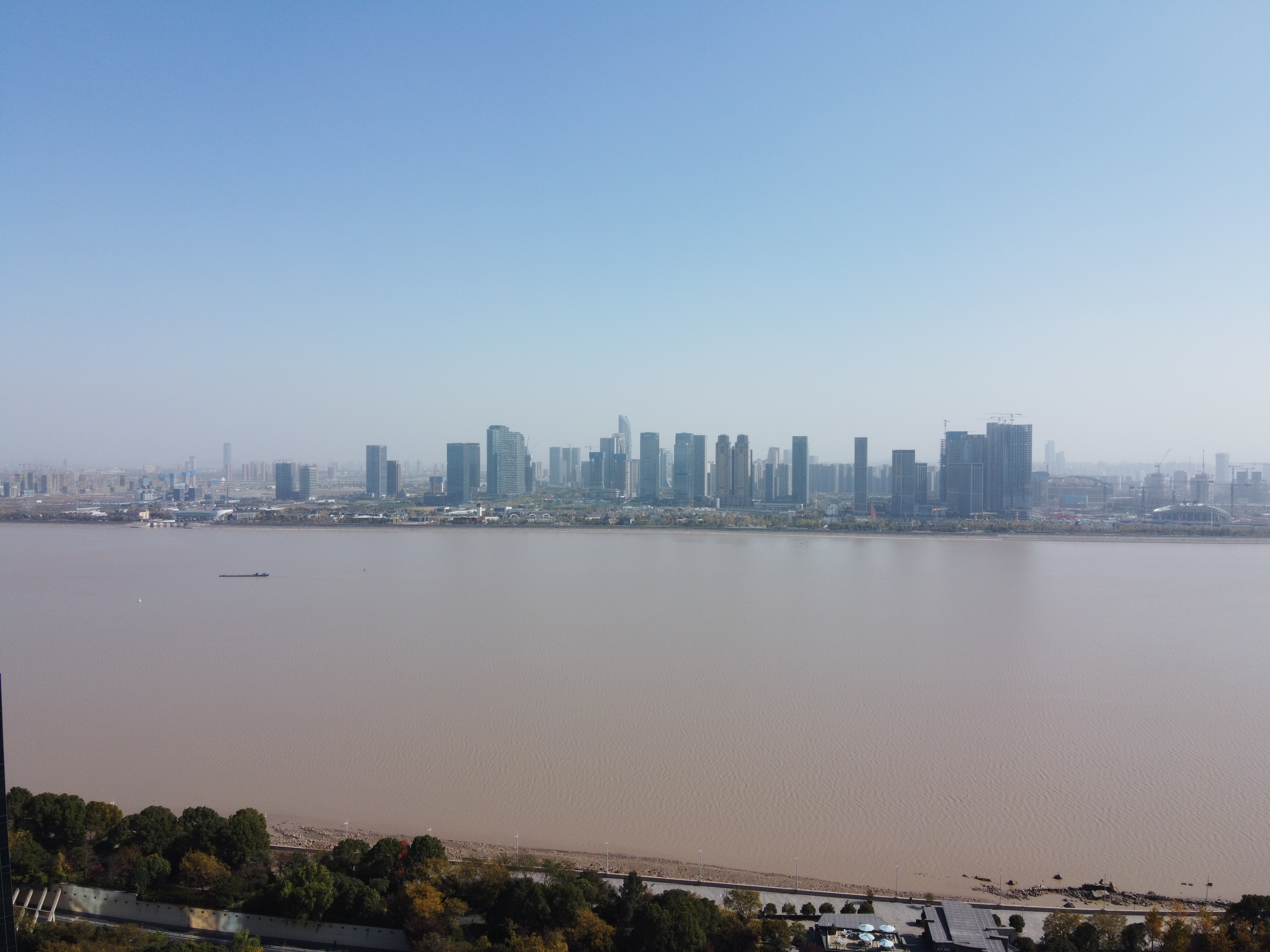
钱江世纪城天际线，2019年11月

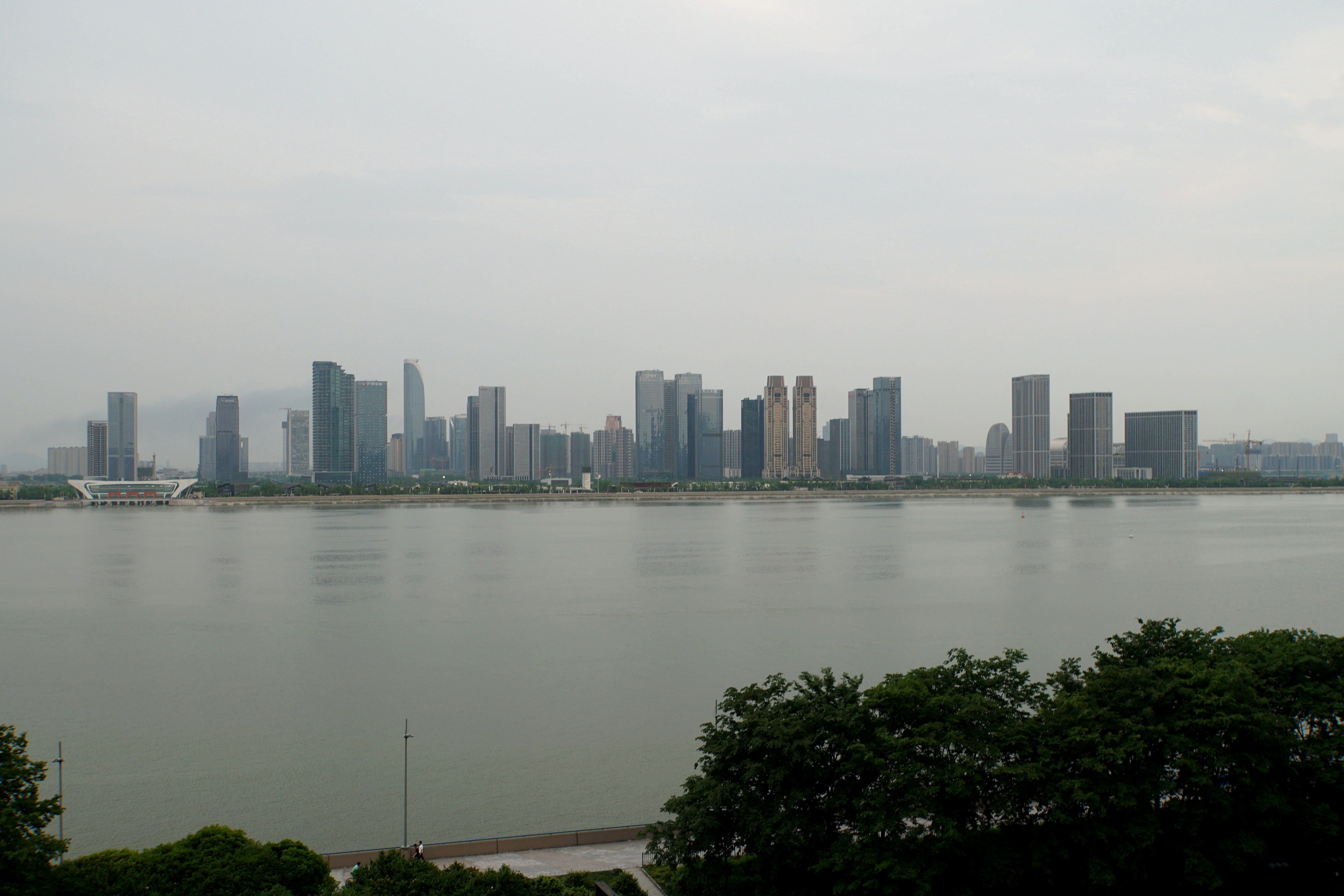
钱江世纪城天际线，2018年4月

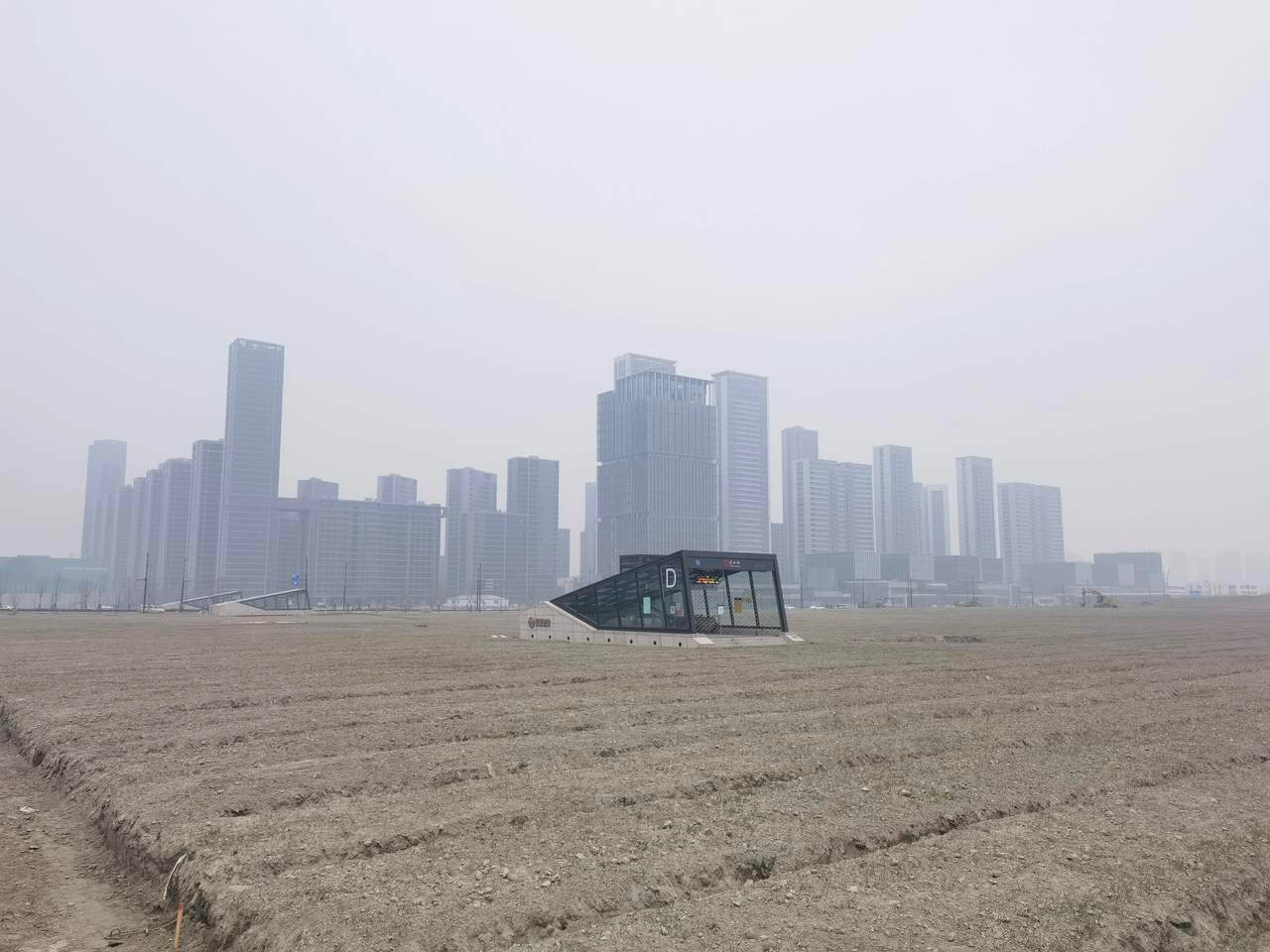
建设中的丰北站及尚处开发中的周边地区（2022年）

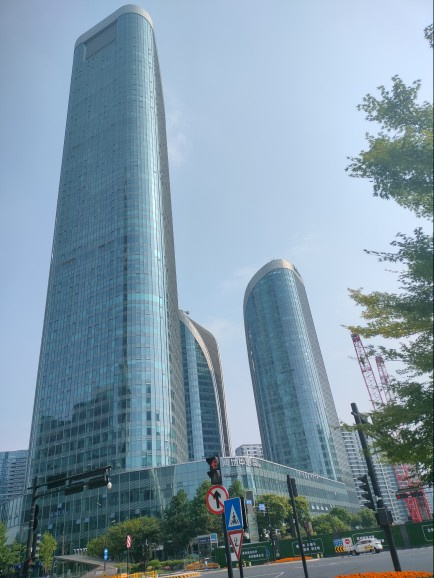
博地中心

钱江世纪城位于中国浙江省杭州市钱塘江东南岸的萧山区盈丰街道，是正在建设中的杭州的一个中央商务区和新城区。总规划面积22.27平方公里，规划居住人口16万。其中核心区块为9.6平方公里。

## 简介
世纪城位于萧山城北江滨地区，与钱江新城隔江相望。西北至钱塘江滨，西南至七甲闸——利民河，东北到杭甬高速公路，南到前解放河，东至利群河和市心路。2008年开工建设。
世纪城将主要引进金融商贸、商务办公、科技信息、会展咨询、体育休闲等现代服务业，积极吸引世界五百强企业地区总部、国际金融机构地区分行和国内著名民营企业总部，以争取建设成杭州的“陆家嘴”。

## 规划布局
钱江世纪城规划布局为“一带三轴五区”：
- 一带：钱塘江沿岸的钱江世纪公园，即沿江景观带，占地约1400亩。
- 三轴：市心路城市主轴、奔竞大道城市主轴和平澜路城市次轴。
- 五区：中央商务片区、亚运村片区、奥体博览片区、智能康养片区和生态宜居片区。[4]

## 主要建筑
| 建筑名称                     | 地点                   | 高度                   | 楼层       | 完工年份 | 用途                     | 参考与备注                         |
| ---------------------------- | ---------------------- | ---------------------- | ---------- | -------- | ------------------------ | ---------------------------------- |
| 丽晶国际                     | 市心北路与平澜路交叉口 | 209米                  | 39层       | 2014     | 公寓                     | 中国体量最大的群租公寓，“网红”大楼 |
| 港丽望京                     | 鸿宁路1909号           | 150米（B、C两栋）      | 40层       | 2015     | 写字楼、酒店、行政公馆   | 杭州首座5S系统写字楼               |
| 广孚国际联合中心             | 秋韵街158号            | 150米                  | 36层       | 2017     | 写字楼                   |                                    |
| 博地中心A座、B座、C座共3座楼 | 市心北路与盈丰路交叉口 | C座279.7米             | C座55层    | 2018     | 写字楼、酒店（B座）      | C座曾是杭州第一高楼                |
| 山水时代大厦                 | 市心北路与奔竞大道路口 | A楼248.9米、B楼177.4米 | 56层、43层 | 2021     | A楼酒店式公寓、B楼写字楼 | [ 5 ]                              |
| 博亚时代中心                 | 市心北路               | 223米                  | 50层       | 2023     | 写字楼、平层公馆         |                                    |
| 望朝中心                     | 市心北路与盈丰路交叉口 | 280米                  | 54层       | 2023     | 写字楼、酒店、商业零售   | [ 6 ]                              |

下列建筑未做注释的即为办公写字楼：
- IOC杭州国际办公中心
- 东方至尊国际中心
- ITC归谷国际中心（其中一栋为公寓）
- 新世界翡郦中心
- 英冠水天城（公寓）
- 京港国际（公寓）
- 大象国际中心
- 诺德财富中心
- 浙江农商联合银行科技大楼
- 世纪国泰中心
- 悦盛国际中心
- 奥体万科中心
- 保亿中心
- 三宏国际大厦
- 左右办公世界
- 万和国际
- 利丰桃源财富中心
- 朝龙汇（包含商场）
- 浙商银行总部大楼
- 传化大厦
- 炬日大厦
- 世华帝宝大厦
- 宝盛世纪中心
- 深蓝国际（公寓+写字楼）
- 杭州SKP（建设中）

## 交通
钱江三桥、钱江二桥、庆春隧道、博奥隧道连接世纪城与对岸的杭州老城区，同时位于世纪城南部的杭州机场高速公路将新城与杭州市区和杭州萧山国际机场连接起来。地铁站有：杭州地铁2号线钱江世纪城站、盈丰路站，杭州地铁6号线奥体中心站、博览中心站、钱江世纪城站、丰北站和亚运村站。

## 历史
2003年，钱江世纪城管委会成立。
2006年，大规模征迁工作开始。
2010年12月，钱塘江第一条过江隧道庆春隧道建成通车。
2014年11月，杭州地铁2号线东南段开通。
2014年12月，《杭州市城市总体规划(2001-2020年)》修改草案，钱江世纪城成为杭州市级中心。
2016年9月，G20杭州峰会在杭州国际博览中心举行。
2018年，博地中心建成，成为杭州第一高楼。
2018年6月，钱江世纪城32个大项目开工，总投资517亿元，包括G20杭州峰会史料展示厅、杭州国际博览中心会展二期、省妇保医院、汇德隆印象城（杭州奥体印象城）、亚运林、博亚时代中心、奥体万科中心、新中北安置小区、亚运沿江公园、国际办公中心二期、钱江世纪城初中等等。
2020年底，杭州地铁6号线一期开通。
2021年8月，连接钱江新城和世纪城的博奥隧道开通。
2023年，高310米的地标建筑杭州世纪中心竣工，它成为“长三角最高双塔建筑”及“杭州第一高楼”；同年博亚时代中心、望朝中心完工。9月至10月，杭州亚运会举行。